# Gerrie Eijlers
Daniel Gerrit Eijlers (* 9. Mai 1980 in Amsterdam) ist ein niederländischer Handball-Torwarttrainer und ehemaliger Handballtorwart.

## Karriere
Gerrie Eijlers wuchs in Volendam auf, wo er auch mit dem Handballspiel begann. Beim HV KRAS/Volendam debütierte er in der ersten niederländischen Liga und gewann zweimal die niederländische Meisterschaft, ehe er 2003 zur SG Solingen nach Deutschland in die 2. Handball-Bundesliga wechselte. 2006 schloss er sich dem Traditionsverein TUSEM Essen an, der 2005 in die Regionalliga zwangsabgestiegen und sofort wieder in die 2. Liga aufgestiegen war. Mit Essen glückte Eijlers der direkte Durchmarsch durch die 2. Liga und 2007 stieg sein Team wieder in die 1. Handball-Bundesliga auf. Vom 7. November 2008 bis zum Ende der Saison spielte Gerrie Eijlers für die HBW Balingen-Weilstetten und wechselte zur Saison 2009/10 zum SC Magdeburg. Von 2014 bis 2017 hütete er für GWD Minden das Tor. Danach kehrte er zum HV KRAS/Volendam zurück. Eijlers beendete nach der Saison 2019/20 seine Karriere. Eijlers betreut die Torhüter der niederländischen Nationalmannschaft, so bei der Europameisterschaft 2022. Nachdem Torhüter Dennis Schellekens vor dem Beginn der Hauptrunde positiv auf COVID-19 getestet worden war, sprang er kurzfristig für ein Spiel als Reservetorwart ein, ehe er selbst positiv getestet wurde.